# Кость каракатицы

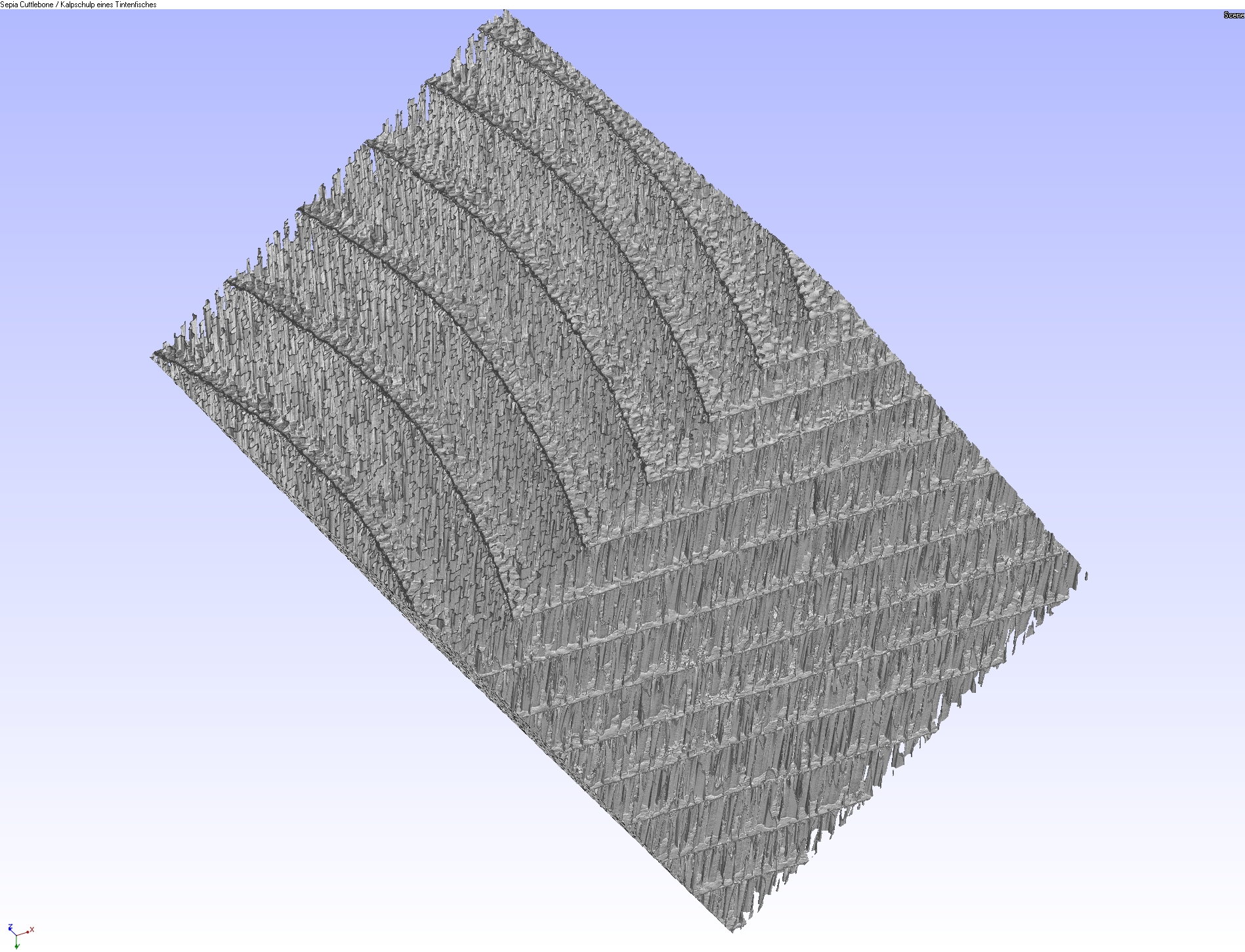
Внутренняя структура кости каракатицы, полученная с помощью компьютерной томографии

Кость каракатицы — твёрдая, хрупкая внутренняя раковина (видоизменённый фрагмокон) представителей семейства каракатиц из класса головоногих моллюсков.
Кость каракатицы состоит в основном из арагонита. Это камерная, газонаполненная структура, используемая для регулировки плавучести; её сифон сильно модифицирован и находится на брюшной стороне раковины. Микроскопическая структура костей каракатиц состоит из тонких слоев, соединенных многочисленными вертикальными перемычками.
В зависимости от вида, кости каракатиц лопаются на глубине от 200 до 600 м. Из-за этого ограничения большинство видов каракатицы живут на морском дне на мелководье, как правило на континентальном шельфе.
Самые большие кости каракатиц принадлежат гигантским австралийским каракатицам, которые живут между поверхностью и глубиной 100 метров.

## Использование человеком
В прошлом измельчённые кости каракатиц использовали в качестве полировочного порошка в производстве изделий из золота. Порошок кости каракатицы также добавляли к зубной пасте, использовали в медицине в качестве антацида и как абсорбент. Кроме того, кости каракатиц использовали для художественной резьбы в течение XIX и XX вв.
В настоящее время кости каракатиц используются в качестве богатой кальцием кормовой добавки для мелких домашних животных, таких как птицы, грызуны, рептилии и улитки.

### Ювелирная промышленность
Поскольку кость каракатицы способна выдерживать высокие температуры и легко режется, она служит в качестве литейных форм для создания ювелирных изделий и статуэток.
Чтобы сделать литейную форму из кости каракатицы, ювелиры разрезают её пополам и шлифуют две стороны, пока они не подходят вплотную друг к другу. Затем они вырезают нужную форму, проделывают литник, и заливают расплавленный металл. Мягкость внутренней пористой части раковины такова, что позволяет также получать точные литейные формы путём сдавливания модели из латуни или другого сплава между двух половинок, когда на них образуется точный отпечаток формы с литниками.